# Grashof (Seehausen)
Grashof ist ein Wohnplatz im Ortsteil Beuster der Hansestadt Seehausen (Altmark) im Landkreis Stendal in Sachsen-Anhalt.

## Geografie
Der Grashof grenzt unmittelbar an den Süden des Dorfes Beuster. Im Norden strömt der Poggenhagen in die Elbdeichwässerung, die westlich des Wohnplatzes nach Norden fließt. Südlich des Ortes fließt die Holzwässerung in die Elbdeichwässerung, die früher Große Wässerung genannt wurde.
Nachbarorte sind Groß Beuster und Klein Beuster im Norden, der frühere Dahmshof im Südosten, Ostorf und Eichfeld im Süden, sowie Esack im Südwesten.

## Geschichte
Ursprünglich war der Wohnplatz das Grundstück Nr. 24 in Klein Beuster. Es erhielt um 1885 den Namen Graßhof, auch Grasshof geschrieben und hieß später schließlich Grashof. Im Jahre 1902 hatte der Bäckermeister Gustav Braumann seine Bäckerei in Klein Beuster verkauft und den Grashof erworben und damit als letzter Bäcker der Familie dieses Handwerk aufgegeben. Sein Vorfahre, der Bäckermeister Heinrich Braumann war 1856 aus Loitsche nach Klein Beuster gezogen und hatte die erste gewerbsmäßige Bäckerei in Beuster errichtet, die bis 1902 in Betrieb war.

### Eingemeindungen
Als am 30. September 1928 die Landgemeinden Klein Beuster und Groß Beuster mit dem Gutsbezirk Esack zur Landgemeinde Beuster  zusammengelegt wurden, blieb Grashof bei Klein Beuster. Durch den Zusammenschluss von Beuster mit anderen Gemeinden zum 1. Januar 2010 zu einer neuen Gemeinde mit dem Namen Hansestadt Seehausen (Altmark) wurde Beuster zum Ortsteil. Klein Beuster war kein Ortsteil mehr. Seitdem ist Grashof ein Wohnplatz im Ortsteil Beuster.

### Einwohnerentwicklung
| Jahr | Einwohner |
| ---- | --------- |
| 1885 | 5         |
| 1895 | 5         |
| 1905 | 6         |